# بني خالد (ملوي)
قرية بني خالد  هي إحدي القرى التابعة لمركز ملوى بمحافظة المنيا في جمهورية مصر العربية. حسب إحصاءات سنة 2006، بلغ إجمالي السكان في بني خالد 12069 نسمة، منهم 5948 رجل و6121 امرأة.